# Фиески, Изабелла
Изабелла Фиески (итал. Isabella Fieschi; fl. 1356) — итальянская аристократка, супруга правителя Милана Лукино Висконти.
Изабелла Фиески родилась в семье генуэзского аристократа Карло Фиески, графа Савиньоне, и приходилась племянницей римскому папе Адриану V. Брак между ней и Лукино Висконти был устроен как союз между Генуей и Миланом, свадьба состоялась в Милане в 1331 году. Лукино ранее был уже женат на генуэзской дворянке — Катерине Спиноле, умершей в 1319 году. 4 августа 1346 года Изабелла родила двоих близнецов: Лукино Новелло Висконти (1346-1399) и Джованни.
Изабелла прославилась своей красотой и бурной личной жизнью, благодаря которой получила прозвище Fosca. По слухам, у неё было несколько любовников. В 1347 году Изабелла совершила официальный визит в Венецию, во время которого участвовала в оргии, где имела половые сношения одновременно с тремя мужчинами, среди которых были Андреа Дандоло, дож Венеции, и Галеаццо II Висконти, племянник её супруга. Когда её муж прознал об этом, он поклялся жестоко наказать её. Когда же он вскоре скончался, ходили слухи, что его отравила Изабелла, чтобы оберечь себя от его мести.
После смерти Висконти Изабелла была вынуждена отказаться от прав своего сына на власть в Милане и была помещена под домашний арест. В 1356 году Изабелле удалось бежать из Милана, по некоторым данным, она вернулась к своей семье в Савиньоне.